# IMPDH1
Инозин-5'-монофосфатдегидрогеназа 1 , также известная как  IMP дегидрогеназа 1 — фермент, который у человека кодируется геном IMPDH1.  

## Функция
Инозин-5'-монофосфатдегидрогеназа 1 представляет собой гомотетрамер, который регулирует рост клеток. IMPDH1 — это фермент, который катализирует синтез ксантинмонофосфата (XMP) из инозин-5'-монофосфата (IMP). Этот процесс ограничивает скорость синтеза нуклеотидов гуанина de novo.

## Клиническое значение
Дефекты в гене IMPDH1 являются причиной пигментного ретинита типа 10.